# Sant Teodor d'Amasia
Sant Teodor d'Amasia (mort a Amasenus, actual Amasya, Turquia, 306) va ser un militar grec del segle iv, venerat com a sant i antic sant patró de Venècia. De vegades és anomenat Theodorus Tyro ("de Tir"), però el nom respon al fet que havia estat membre de la Cohors Tyronum o perquè era un tiro, o nou recluta en llatí. Se'l coneix com "d'Amasia" perquè va patir martiri a la ciutat d'Amasia. També s'ha anomenat Theodorus Euchaita per Euchais, lloc on va ser portat el seu cos i on va iniciar-se la veneració al sant (la ciutat es va denominar Theodoropolis. A Orient és conegut com a Teodor el Soldat.
La documentació més antiga sobre seu és la de Gregori de Nissa (mort el 394) en un panegíric per la seva festivitat. El text del Martyrium S. Theodori Tironis també antic, conté moltes addicions tardanes i llegendàries.

## Vida i llegenda
Segons la tradició transmesa, havia nascut a Síria o Armènia i era soldat a les legions romanes en temps de l'emperador Galeri Maximià (304-311). Va ser destinat al Pont, a l'Anatòlia, a la ciutat d'Amasia, quan va promulgar-se l'edicte contra els cristians. Llavors, va ser portat a fer sacrificis als déus romans, però no va voler fer-ho. Els magistrats, com que era legionari de l'Imperi, van donar-li un temps perquè s'ho pensés i ell va emprar-lo en cremar el temple de Cibeles. Immediatament va ser pres i torturat. A la presó, renunciava a menjar i beure el que li donaven, però miraculosament no va morir de fam. Finalment, va ser cremat en una foguera, on morí.
Una dona, Eusèbia, prengué el seu cos mort, sense senyals del foc, i li aplicà ungüents i, embolicat en un sudari, el portà a la ciutat d'Eucais, actual Aukhat, on va ser sebollit. La tomba esdevingué un lloc de pelegrinatge i s'hi aixecà una basílica.

### Teodor i el drac
Mentre la cohort era acampada prop d'Eucais, va saber que un drac aterrava la població de la regió. Va veure que allò era el senyal que esperava i mitjançant el qual Déu li diria el moment del seu martiri. Així, va endinsar-se al bosc i arribà a un poblat on només quedava un habitant: la princesa Eusèbia, que romania captiva pel drac i li digué on podria trobar-lo. Armat amb una creu i la llança, va enfrontar-s'hi i va matar-lo, alliberant la princesa. Mort el drac, només li quedava matar el "drac espiritual" i va ser quan va fer públic que era cristià, sabedor que això el portaria al martiri.
La llegenda del sant soldat que mata el drac i salva la princesa captiva va passar després a la figura de Sant Jordi, la llegenda del qual, que encara no la tenia, el va incorporar.

## Veneració
Des d'antic va ser venerat com a sant màrtir. La seva festa va fixar-se als Menologis orientals el 17 de febrer. També és celebrat per l'Església Ortodoxa i l'Església Armènia el primer diumenge de la Quaresma. L'Església catòlica assenyala la seva festa el 9 de novembre.
El culte al sant es va difondre a Venècia al segle vi i s'hi aixecà una església a la zona on avui hi ha la Basílica de Sant Marc. Va ser invocat com a patró de Venècia fins al segle xiii, quan va ser substituït per Sant Marc l'Evangelista.
El 1210, les seves restes van arribar a Bríndisi, on va ser proclamat patró; el cap es va portar a Gaeta.

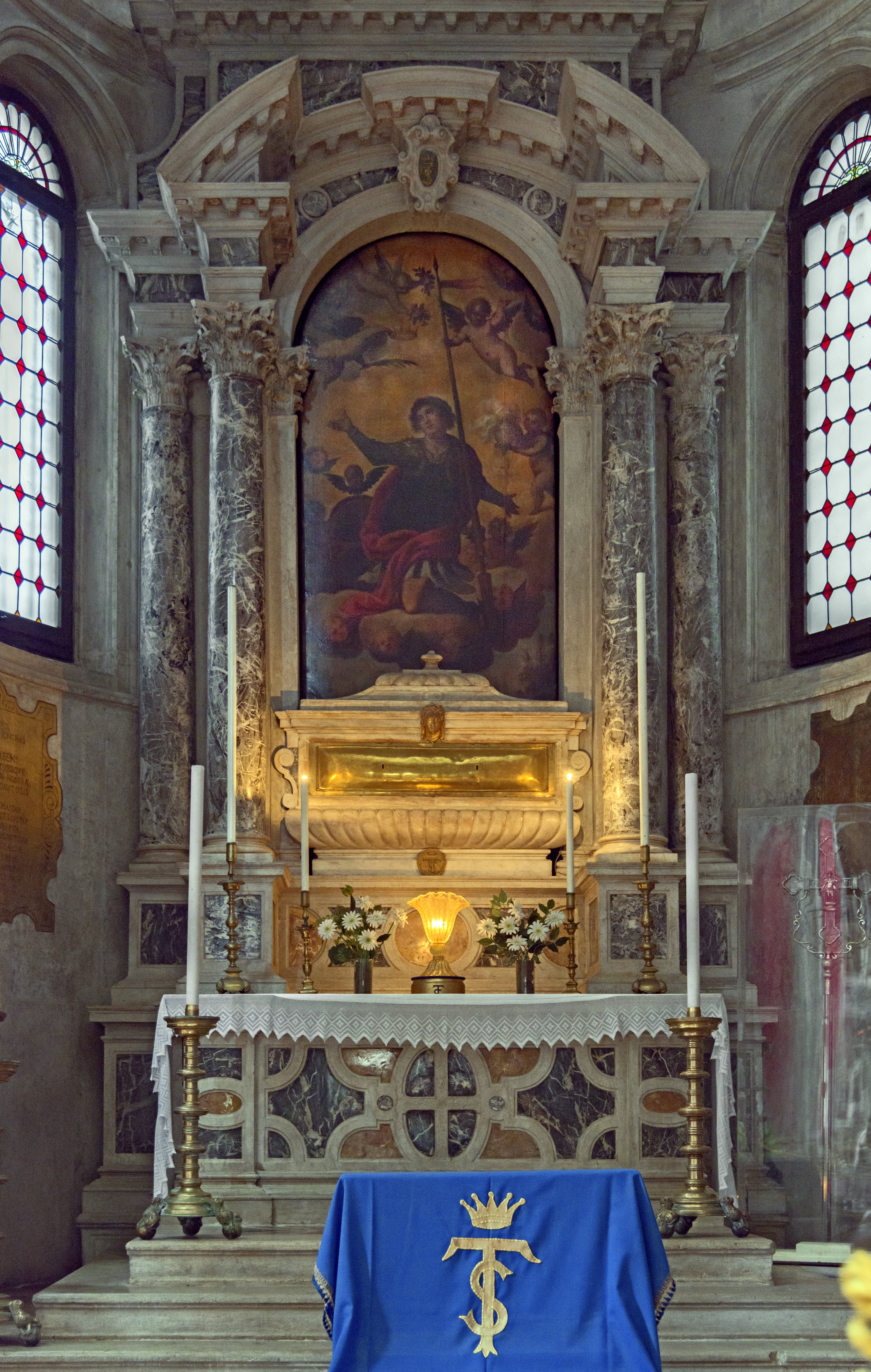
La seva tomba a Venècia.
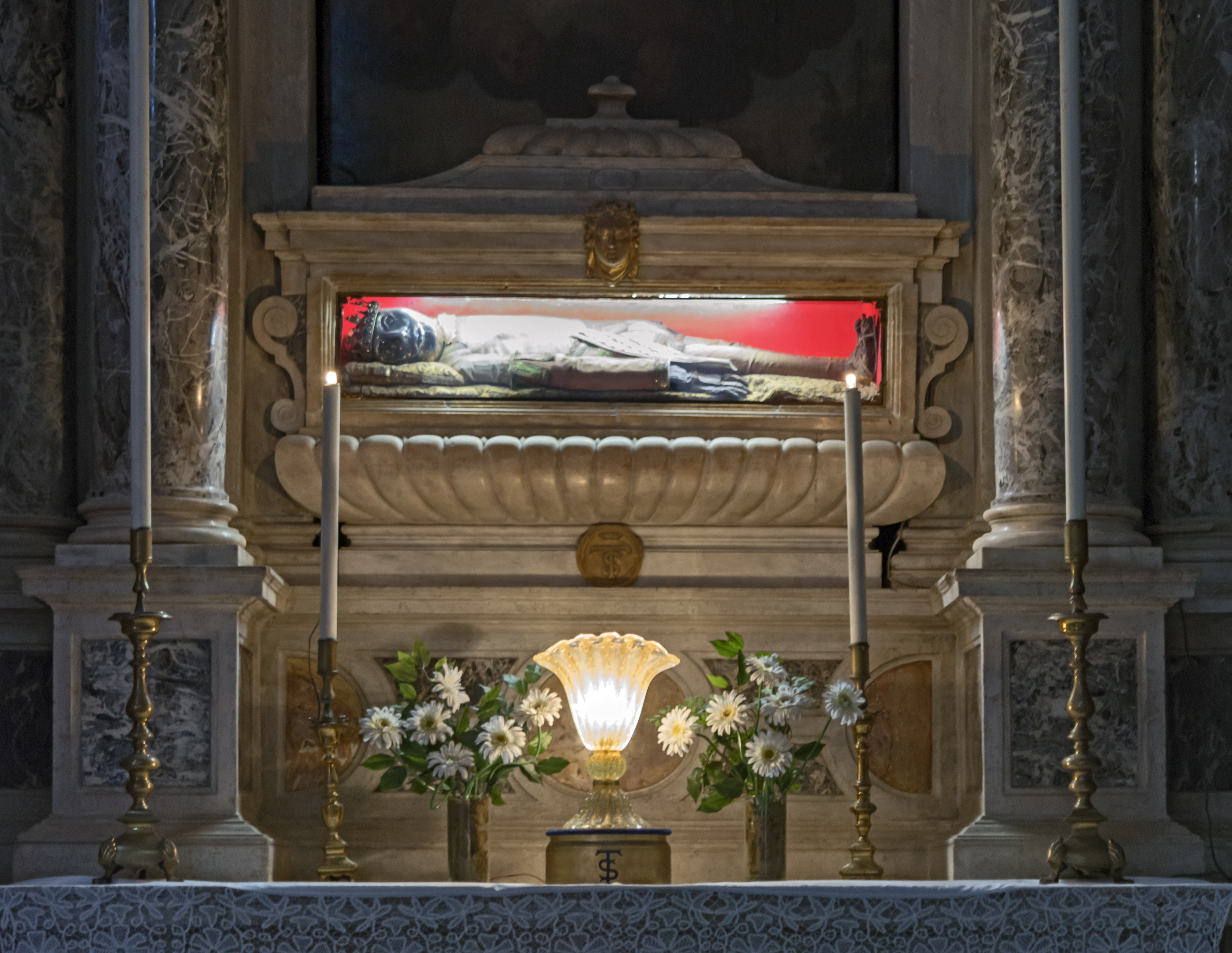
Sant Teodor d'Amasia
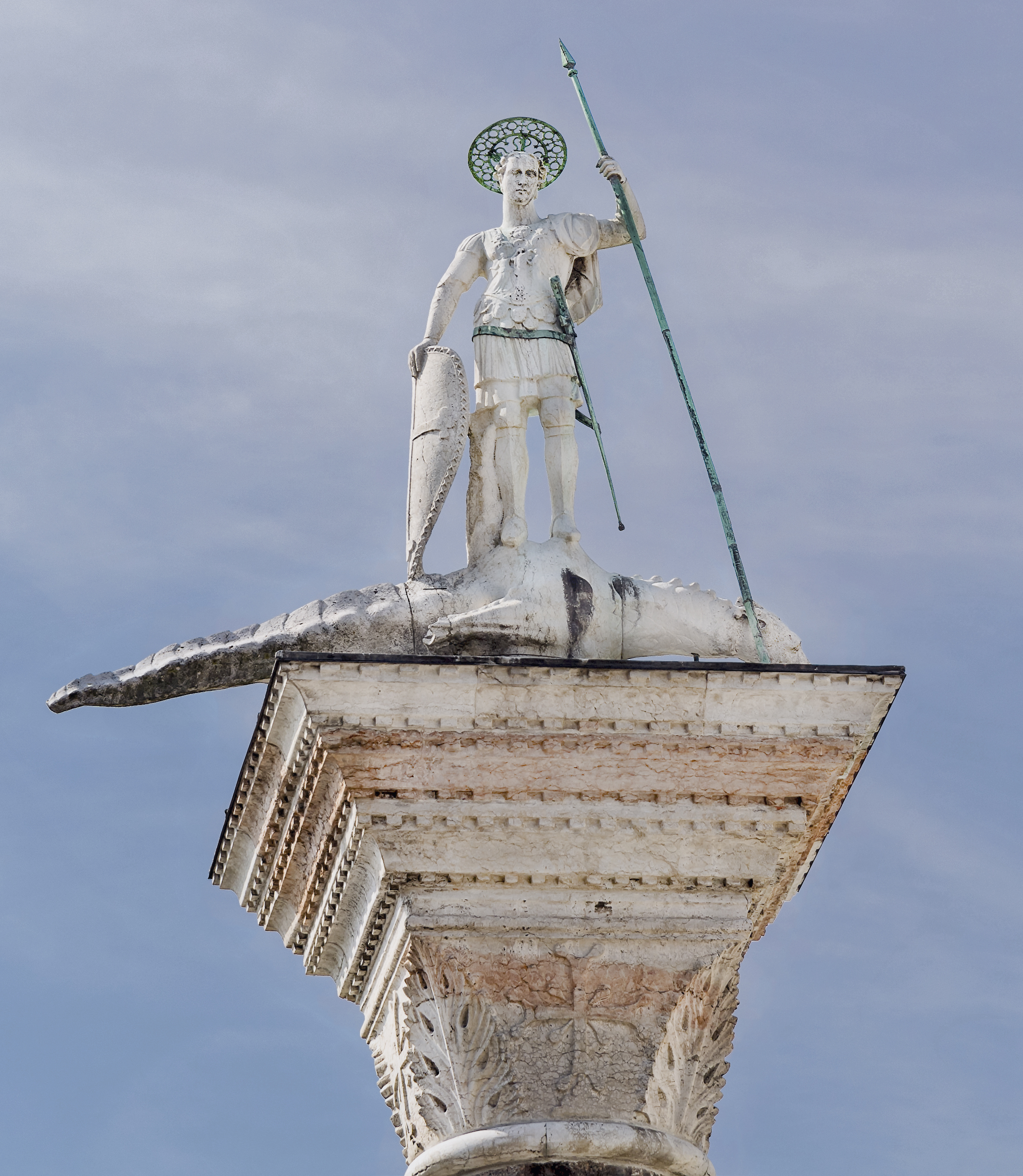
Columna de la Piazzetta de S. Marco de Venècia
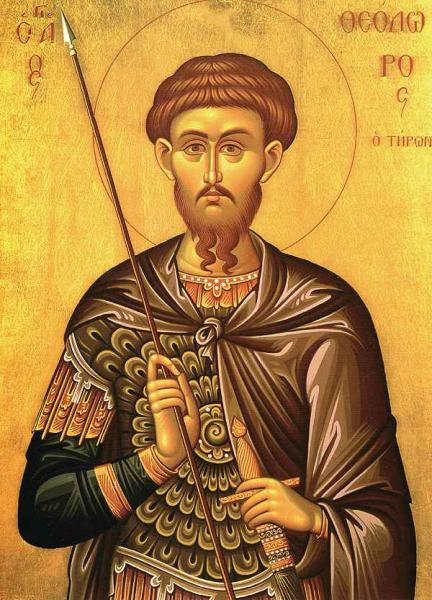
Icona oriental
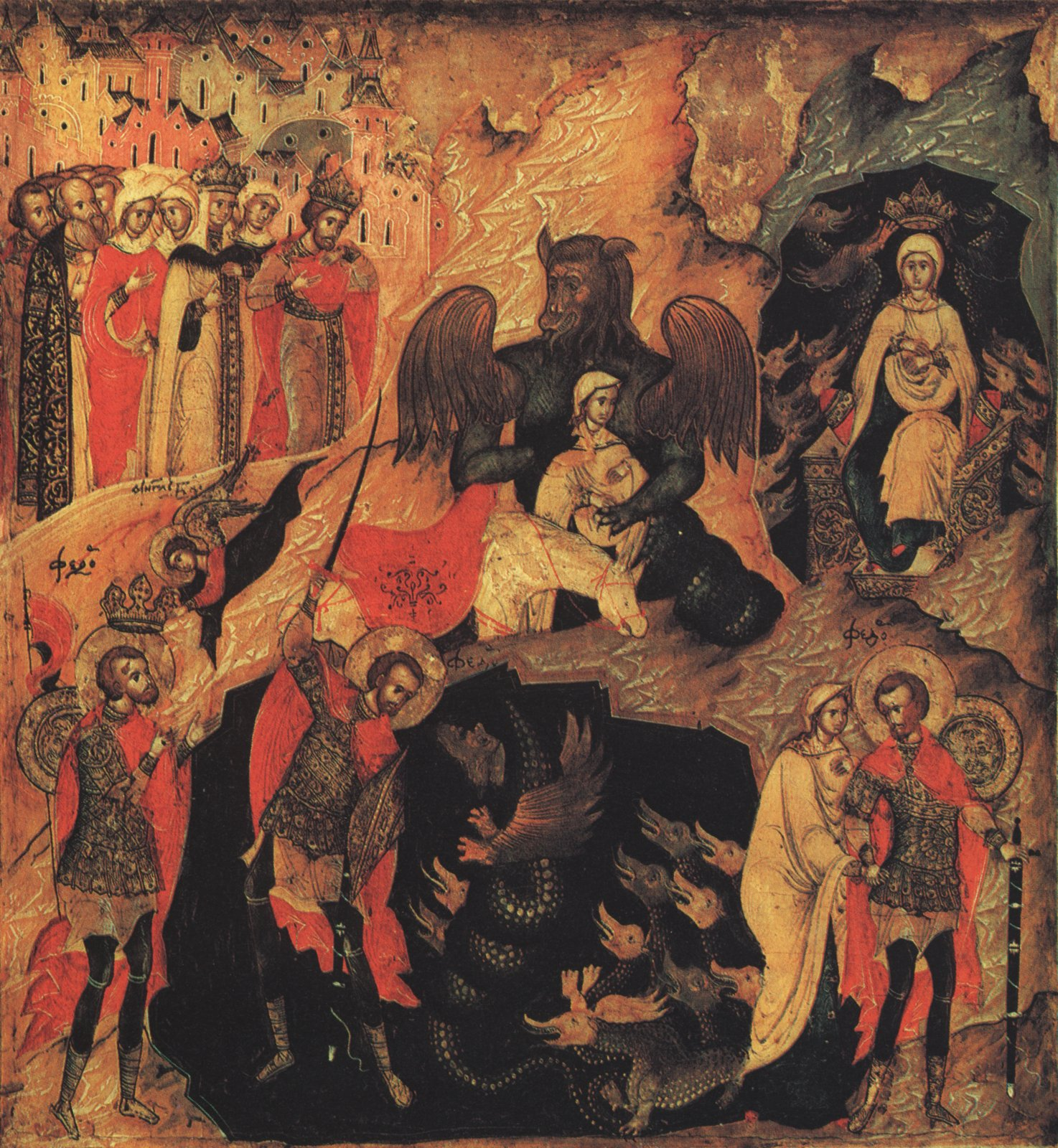
Icona russa del s. XVII, per Nikifor Saviny (S. Petersbur, Museu Estatal Rus)
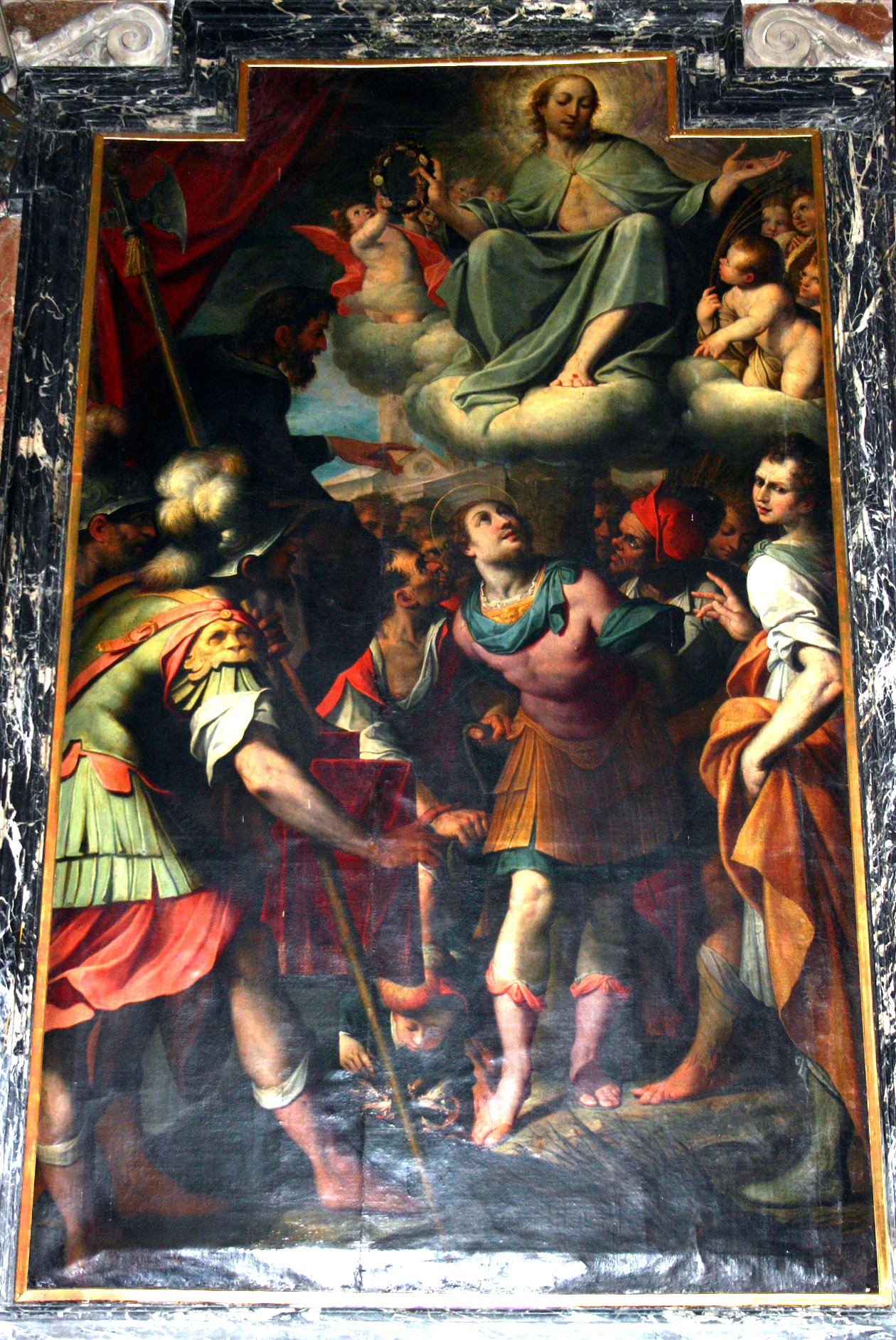
Martiri de S. Teodor de Camilo Procaccini, 1595 (Milà, S. Stefano)

## Desdoblament
Al final del segle ix, es va donar una duplicació de personalitat hagiogràfica i es va crear la figura de Teodor el General o Teodor Stratelates, que hauria estat màrtir a Heraclea, amb una història similar al del sant d'Amasia. Tot i tractar-se de la mateixa persona, el culte es va diferenciar, i va arribar a fer-se un culte doble comú als dos sants, amb icones i imatges on apareixen tots dos, el soldat i el general, junts.
En 1267 van arribar a San Salvador de Venècia unes relíquies identificades com de Theodoros Stratelates, la qual cosa contribuí a la consolidació del desdoblament del sant soldat en Occident.

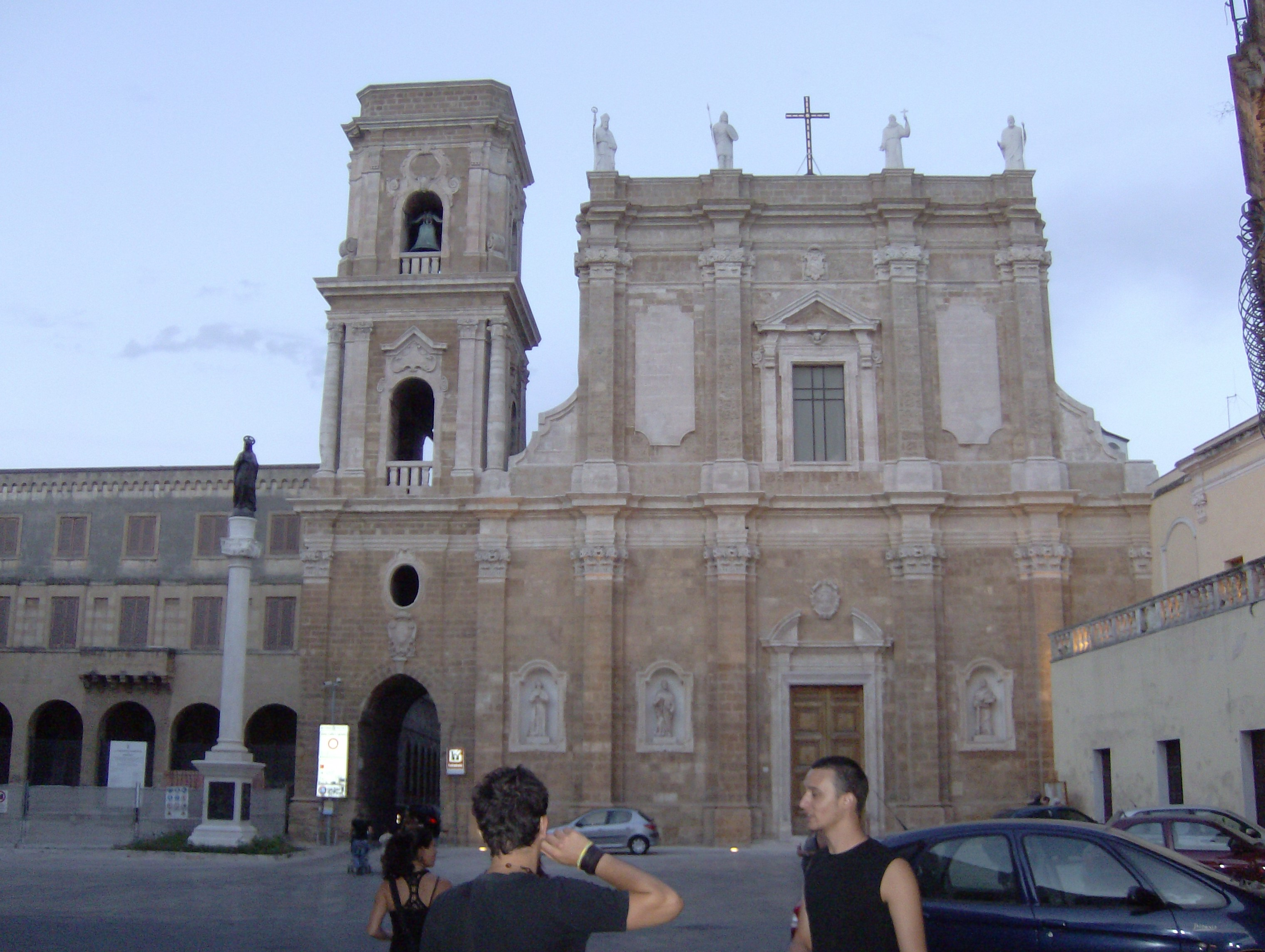
Catedral de Brindisi, on hi ha les restes del sant
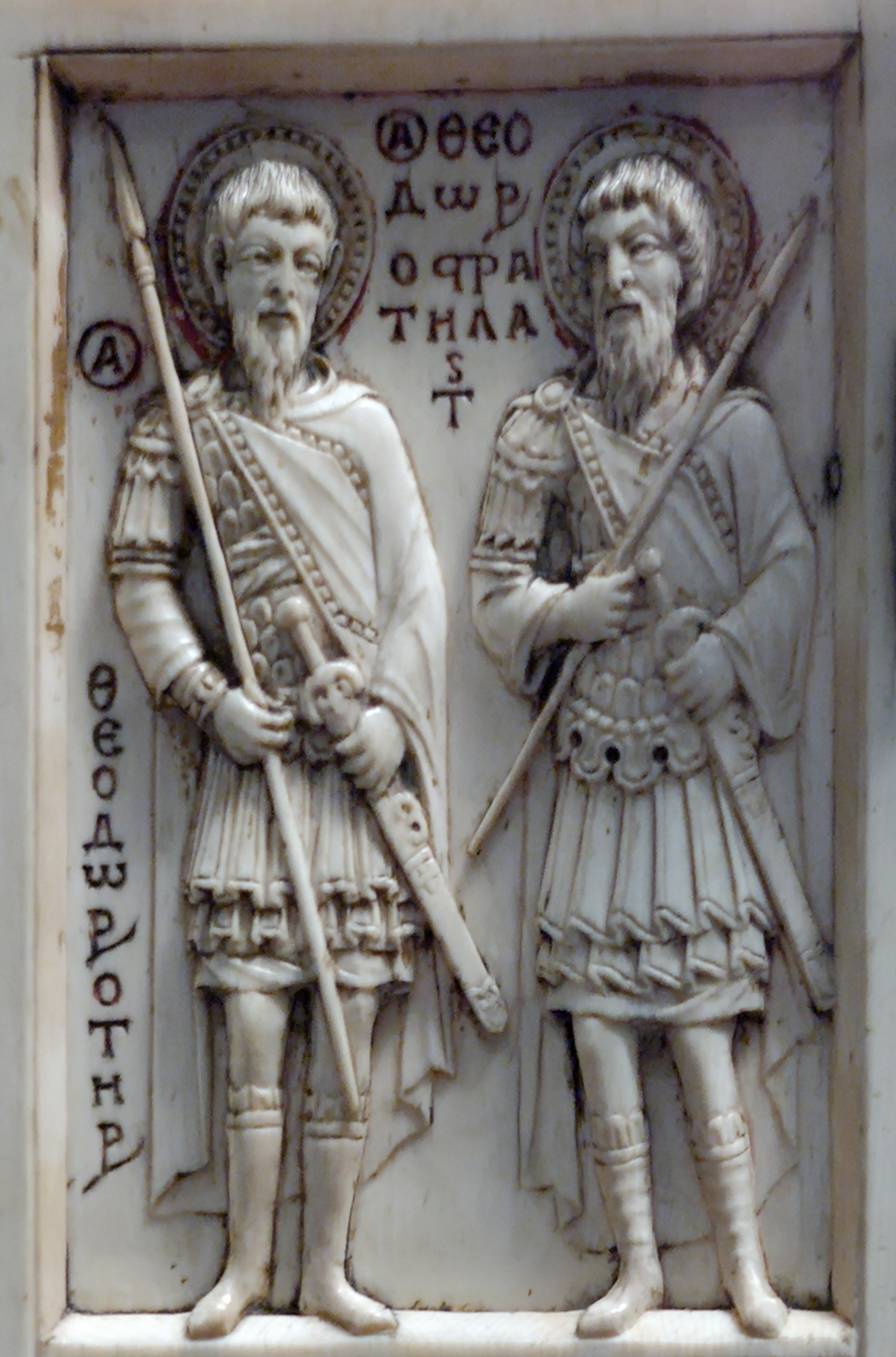
Fragment del Tríptic d'Harbaville amb els dos Teodors, s. X (París, Louvre)
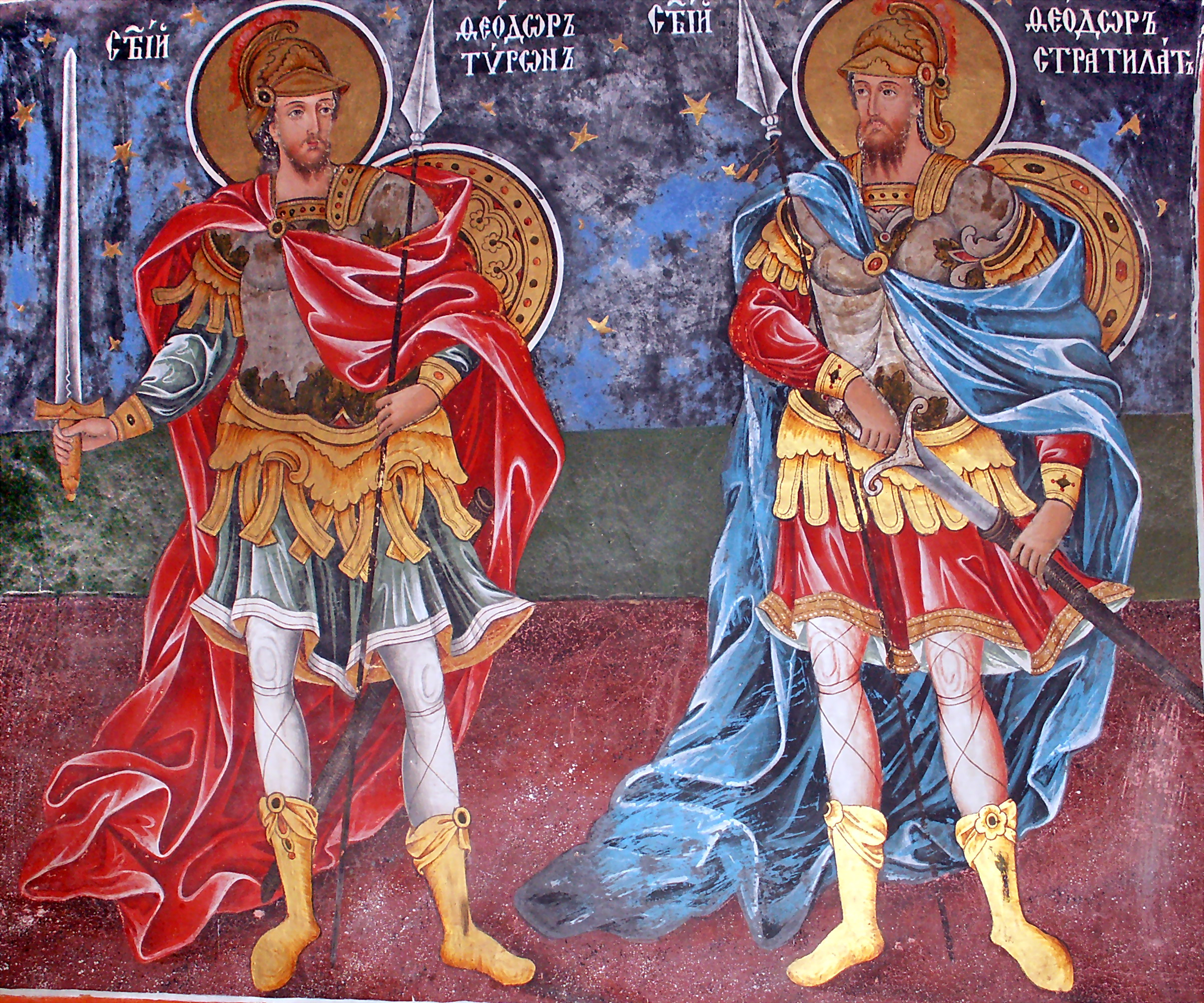
Fresc dels dos Teodor al monestir de Rila, Bulgària
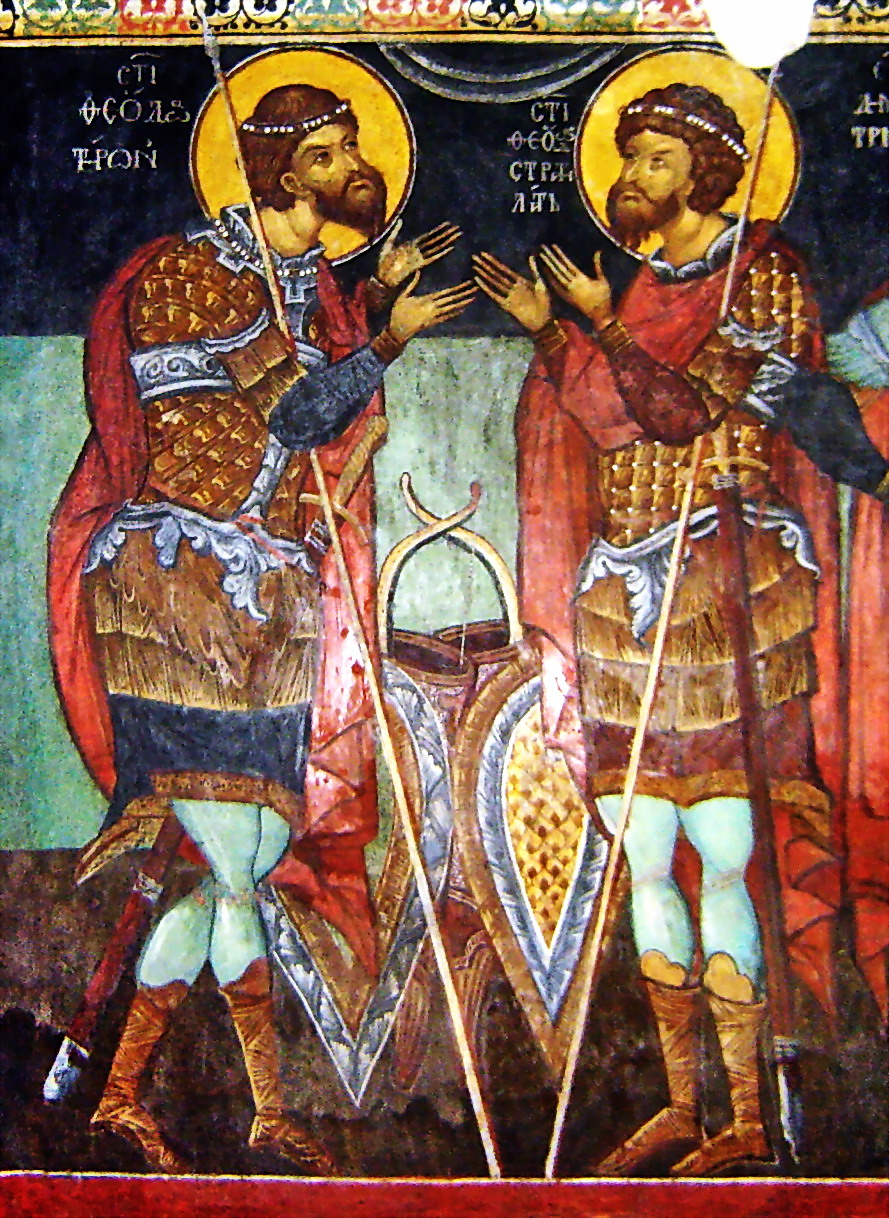
Fresc al monestir de Kremikovcvi, Bulgària
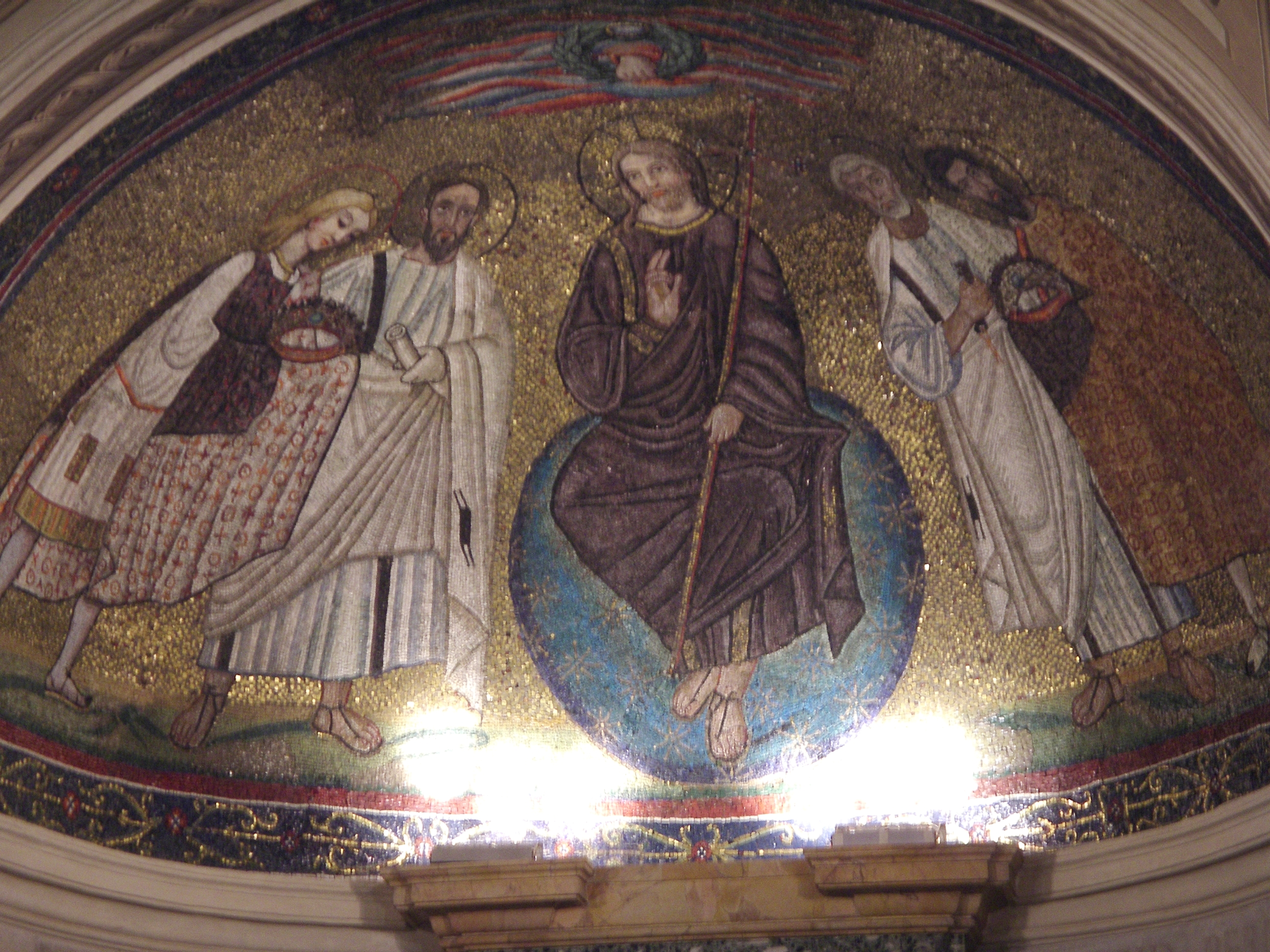
Mosaic de S. Teodoro al Capitolio (Roma), s. VI, on al s. XIV s'afegiren als extrems les figures dels dos Teodor